# Kouris
Der Kouris (griechisch Κούρης; türkisch Kuris) ist der siebtgrößte Fluss Zyperns mit einer Länge von 38 Kilometern und einer der wichtigsten der Insel hinsichtlich seines hydrologischen Werts.
Der Name des Flusses bezieht sich auf die antike Stadt Kourion, die sich ganz in der Nähe seiner Mündung befindet. Der hydrologische Wert von Kouris ist für Zypern besonders wichtig, da er etwa 20 % des Wassers liefert, das jedes Jahr in die Dämme der Insel gelangt.
Sein Einzugsgebiet erstreckt sich über 300 km², südlich des Hydrocrit des Troodos-Gebirges zwischen dem Gipfel des Olympos oder Chionistra (1951 m) und Madari (1610 m).

## Verlauf
Der Kouris entspringt im zentralen Teil des Troodos-Gebirges auf einer Höhe von etwa 1700 Metern. Auf seinem Weg führt er durch das Dorf Amiandos, durch das Tal von Saittas, wo es einen kleinen Damm und eine erhaltene Brücke aus der Zeit der venezianischen Besetzung gibt, und durch das Dorf Trimiklini. Danach fließt er mit seinen beiden Hauptzuflüssen Krios und Limnatis im Kouris-Stausee in der Gemeinde Alassa zusammen und verläuft danach zwischen den Gemeinden Kandou und Erimi, bis er in der Episkopi-Bucht, etwa 10 Kilometer westlich der Stadt Limassol ins Mittelmeer mündet.

## Kouris-Staudamm

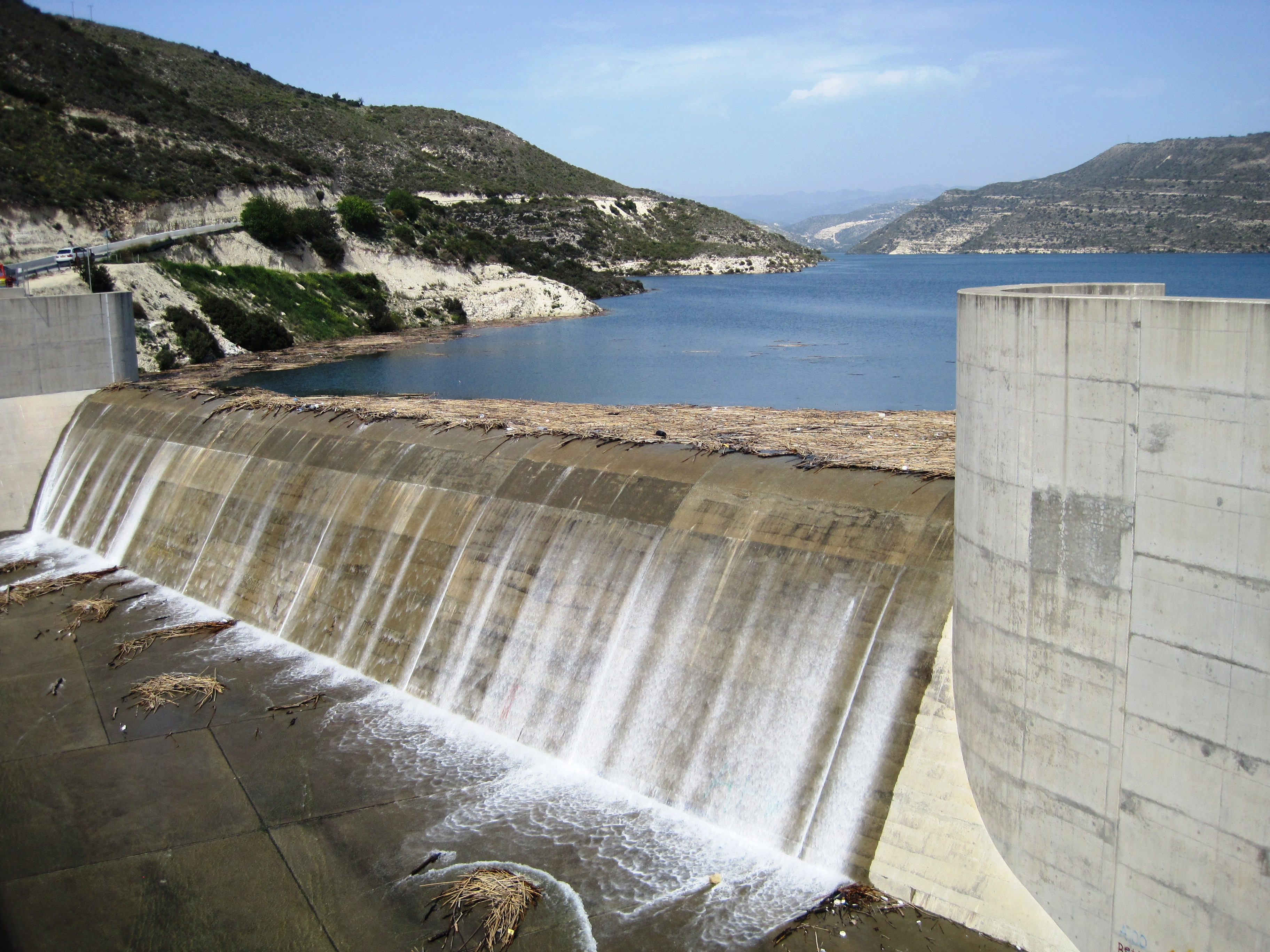
Blick von der Spitze des Kouris-Staudamms

In Alassa wurde 1989 der größte Staudamm Zyperns mit einer Kapazität von 115.000.000 m³ fertiggestellt. Sein Bau begann 1984 und dauerte über vier Jahre. Er ist 110 Meter hoch. Der durch den Damm gebildete künstliche See umfasst eine Fläche von 3,5 km² und wird hauptsächlich durch das Wasser von Kouris und den Nebenflüssen Krios und Limnatis sowie durch einen Teil des Wassers von Diarizos bereichert, der durch einen 14 km langen unterirdischen Tunnel zum Bett von Krios umgeleitet wird. Einige Gebäude des angrenzenden Dorfes Alassa befinden sich im Wasser des Staudamms, einschließlich der alten Kirche der Gemeinde, die Agios Nikolaos geweiht war.
In Trimiklini gibt es auch einen zweiten, viel kleineren Damm von Kouris der 1958 gebaut wurde. Sein Damm ist 33 Meter hoch und hat ein Fassungsvermögen von 340.000 m³.